# Рентельн (дворянский род)
Рентельн (нем. Renteln) — балтийско-немецкий дворянский род.

## Происхождение и история рода
Фамилия фон Рентельн впервые упоминается в 13 столетии в провинции Ганновер на западе Германии. В 1514 году один из представителей семьи, торговец и бюргермейстер, переселился в эстонский город Реваль. Его потомок капитан Эберхард фон Рентельн (1752—1781) получил потомственное русское дворянство около 1780 года, его вдова Анна фон Рентельн (урождённая фон Ребиндер), была внесена во II часть Дворянского родового регистра Эстляндской губернии. Его сын — Георг III (Егор) фон Рентельн (1776—1863), владелец поместья в Верховье и Каролиново, губернатор Витебска, майор. Он имел восемь детей, одному из которых — сыну Адаму-Леонарду (Адаму Егоровичу), капитану императорской кавалерийской гвардии — 25 мая 1870 года перешло во владение поместье Ходцы, он стал родоначальником ветви, называемой «Дом Ходцы», второй сын — Людвиг фон Рентельн был принят в Эстонское рыцарское общество 19/31 января 1857 года. Сын Адама Егоровича — Теодор (Федор Адамович) фон Рентель XVIII стал последним владельцем имения Ходцы. В Сенненском историко-краеведческом музее хранится копия родословной семьи Рентельн, которую передал сотрудникам один из потомков династии — профессор математики Михаэль фон Рентельн. Сын Фёдора Адамовича — Теодор Адриан (Фёдор Фёдорович) фон Рентельн (1897—1946) — доктор экономики и права, политик, генеральный комиссар Литвы (1941—1945), осуществлявший руководство оккупационным режимом в Литве во время Отечественной войны.
Семья владела мызами Туула, Соонурме, Сомпа, Тяривере, Ласила, Мядапеа, Рахкла, Праяма и Вийра в Ливонии.

## Известные представители
- Рентельн, Владимир Егорович (-1918) — действительный статский советник, уездный член Витебского окружного суда
- Рентельн, Эверт фон (Эвальд Вольдемар; 1893—1947) — немецкий и русский офицер, оберст вермахта. Кавалер Рыцарского креста Железного креста.
- Рентельн, Теодор Адриан фон (1897—1946) — национал-социалистский функционер и политик, генеральный комиссар Литвы (1941—1945), доктор экономики и права.

## Описание герба
В голубом поле золотой столб, обремененный тремя красными розами. Щит увенчан дворянским с золото-голубым бурелетом. Нашлемник — красная роза, между голубым и золотым турьими рогами, в раструбы коих вставлено по три павлиньих пера. Намет голубой с золотом (справа намет заканчивается завитком, в коем в красном поле золотая литера А.